# 托斯塔
托斯塔（法語：Tostat，法語發音：[tɔsta]）是法国上比利牛斯省的一个市镇，属于塔布区。

## 地理
托斯塔（43°19'49"N, 0°6'11"E）面积6.27 平方千米，位于法国奧克西塔尼大區上比利牛斯省，该省份为法国西南部内陆省份，北至热尔省，西接大西洋比利牛斯省，南与西班牙接壤，东临上加龙省。
与托斯塔接壤的市镇（或旧市镇、城区）包括：于纽阿、欧朗桑、巴济亚克、杜尔斯、埃斯孔多、马尔萨克、萨尔尼盖、马尔萨克附近维勒纳沃。

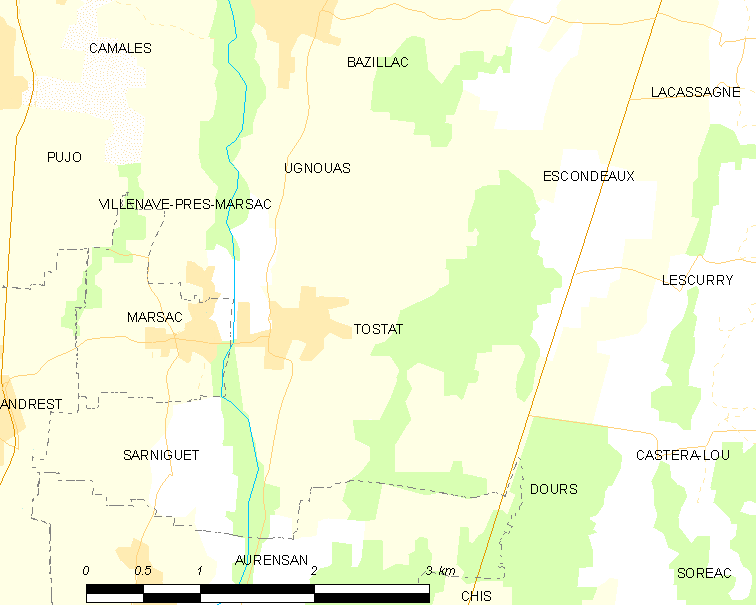
托斯塔的OSM定位图

托斯塔的时区为UTC+01:00、UTC+02:00（夏令时）。

## 行政
托斯塔的邮政编码为65140，INSEE市镇编码为65446。

## 政治
托斯塔所属的省级选区为阿杜尔河谷-吕斯唐-马迪拉奈县。

## 人口

1962-2008年间托斯塔人口变化图示

托斯塔于2022年1月1日时的人口数量为547人。